# Catedral da Natividade da Bem-Aventurada Virgem Maria (Adis Abeba)
A Catedral da Natividade da Bem-Aventurada Virgem Maria é o principal local de culto da Igreja Católica Etíope. Localizada em Addis Ababa, é a catedral da Arquieparquia de Adis Abeba. Está localizada no coração da cidade.